# Mädchen auf dem Pferd
Mädchen auf dem Pferd ist ein Lied aus dem Film-Soundtrack zum ersten Bibi-&-Tina-Film aus dem Jahr 2014. Im Jahr 2023 erschien eine Coverversion von Luca-Dante Spadafora, Niklas Dee und Octavian, die in Deutschland zum Sommerhit des Jahres avancierte.

## Hintergrund
Das Lied entstammt dem Soundtrack zu Bibi & Tina, der ersten Realverfilmung der Hörspielserie um die beiden fiktiven Freundinnen Bibi und Tina. Für den Text von Mädchen auf dem Pferd zeichneten Peter Plate und Ulf Leo Sommer verantwortlich. Die Musik wiederum schrieben sie zusammen mit Daniel Faust. Alle drei produzierten auch den Soundtrack zum Film. Das Lied wird im Film vom Schauspieler und Sänger Fabian Buch vorgetragen, der die Rolle des „Holger Martin“ spielt.
Der Text ist einfach gehalten und drückt die Sehnsucht des fiktiven Ichs nach einer ihm unbekannten Reiterin aus. Im Kontext des Films handelt es sich beim verliebten Jungen um „Freddy“ und bei der unbekannten Reiterin um "Sophia von Gelenberg".
Die Erstveröffentlichung von Mädchen auf dem Pferd erfolgte als Teil des Soundtrackalbums am 27. Februar 2014 durch das Musiklabel Kiddinx. Es wurde außerdem ein Musikvideo über den offiziellen YouTube-Kanal von Bibi & Tina veröffentlicht, das Ausschnitte aus dem Film zeigt.

## Coverversionen

### The BossHoss
2018 erschien das Album Bibi & Tina Star-Edition: Die „Best-Of“-Hits der Soundtracks neu vertont!. Mädchen auf dem Pferd ist zweimal vertreten. Einmal in der Version von Fabian Buch und einmal als Neuinterpretation von The BossHoss.

### Luca-Dante Spadafora, Niklas Dee und Octavian

#### Entstehung und Veröffentlichung
Am 12. Mai 2023 veröffentlichten Luca-Dante Spadafora, Niklas Dee und Octavian einen Techno-Remix des Titels. Dieser erschien als digitaler und entstand unter der Produktion von Niklas Dichtl (Niklas Dee) sowie Luca-Dante Spadafora. Der Remix wurde zunächst auf TikTok populär und avancierte später zum Charthit im deutschsprachigen Raum. Am 11. August 2023 erschien eine weitere digitale Singleausführung, die um drei Remixversionen erweitert wurde.

#### Chartplatzierungen
Der Remix stieg am 9. Juni 2023 auf Rang 75 der deutschen Singlecharts ein und erreichte schließlich am 25. August 2023 die Chartspitze. In den Dancecharts platzierte sich der Remix ebenfalls an der Chartspitze sowie an der Chartspitze der deutschsprachigen Singlecharts. Nachdem zuvor Tabu als erster deutschsprachiger Titel die Dancecharts anführte, ist Mädchen auf dem Pferd der zweite deutschsprachige Nummer-eins-Hit in den Dancecharts, die 2015 eingeführt wurden.
Im August 2023 kürte die GfK Entertainment das Lied zum Sommerhit des Jahres 2023. Er tritt damit die Nachfolge von Layla von DJ Robin und Schürze aus dem Vorjahr an. Andere Kandidaten waren Friesenjung von Ski Aggu, Joost und Otto Waalkes und Sommer von Casper und Cro. Wegen der hohen Chartplatzierung kam auch Komet (Apache 207 & Udo Lindenberg) in die engere Auswahl.
In Österreich stieg das Lied am 20. Juni 2023 auf Rang 54 ein und erreichte in der Chartausgabe vom 1. August 2023 die Chartspitze. In der Schweiz stieg Mädchen auf dem Pferd am 30. Juli 2023 auf Rang 81 ein und erreichte später mit Rang 33 seine beste Platzierung. Für alle drei Musiker stellte das Lied den ersten Charthit in allen drei Ländern dar.
| ChartsChartplatzierungen | Höchstplatzierung | Wochen |
| ------------------------ | ----------------- | ------ |
| Deutschland (GfK)        | 1 (66 Wo.)        | 66     |
| Österreich (Ö3)          | 1 (60 Wo.)        | 60     |
| Schweiz (IFPI)           | 33 (16 Wo.)       | 16     |

| ChartsJahrescharts (2023) | Platzierung |
| ------------------------- | ----------- |
| Deutschland (GfK)         | 13          |
| Österreich (Ö3)           | 6           |

| ChartsJahrescharts (2024) | Platzierung |
| ------------------------- | ----------- |
| Deutschland (GfK)         | 43          |
| Österreich (Ö3)           | 37          |

#### Auszeichnungen für Musikverkäufe
| Land/Region        | Auszeichnungen für Musikverkäufe (Land/Region, Auszeichnung, Verkäufe) | Verkäufe |
| ------------------ | ---------------------------------------------------------------------- | -------- |
| Deutschland (BVMI) | Platin                                                                 | 600.000  |
| Österreich (IFPI)  | Platin                                                                 | 30.000   |
| Schweiz (IFPI)     | Platin                                                                 | 20.000   |
| Insgesamt          | 3× Platin ·                                                            | 650.000  |